# Metapolybia nigra
Metapolybia nigra är en getingart som beskrevs av Richards 1978. Metapolybia nigra ingår i släktet Metapolybia och familjen getingar. Inga underarter finns listade i Catalogue of Life.